# Prezydenci Iraku
Lista prezydentów Iraku:
| # | Imię i nazwisko                                        | Portret | Objął urząd          | Zdał urząd           | Partia polityczna            |
| --- | ------------------------------------------------------ | ------- | -------------------- | -------------------- | ---------------------------- |
| Prezydenci Republiki Iraku                                                                                    |                                                        |         |                      |                      |                              |
| 1 | Muhammad Nadżib ar-Rubaji (1904–1983)                  |         | 14 lipca 1958        | 8 lutego 1963        | bezpartyjny                  |
| 2 | Abd as-Salam Arif (1921–1966)                          |         | 8 lutego 1963        | 13 kwietnia 1966     | Arabska Unia Socjalistyczna  |
| — | Abd ar-Rahman al-Bazzaz pełniący obowiązki (1913–1973) |         | 13 kwietnia 1966     | 16 kwietnia 1966     | Arabska Unia Socjalistyczna  |
| 3 | Abd ar-Rahman Arif (1916–2007)                         |         | 16 kwietnia 1966     | 17 lipca 1968        | Arabska Unia Socjalistyczna  |
| 4 | Ahmad Hasan al-Bakr (1914–1982)                        |         | 17 lipca 1968        | 16 lipca 1979        | Partia Baas                  |
| 5 | Saddam Husajn (1937–2006)                              |         | 16 lipca 1979        | 9 kwietnia 2003      | Partia Baas                  |
| od 9 kwietnia 2003 do 28 czerwca 2004 krajem administrowały władze amerykańskie oraz Iracka Rada Zarządzająca |                                                        |         |                      |                      |                              |
| Prezydenci Republiki Iraku                                                                                    |                                                        |         |                      |                      |                              |
| — | Ghazi Maszal Adżil al-Jawar pełniący obowiązki (1958–) |         | 28 czerwca 2004      | 7 kwietnia 2005      | bezpartyjny                  |
| 6 | Dżalal Talabani (1933–2017)                            |         | 7 kwietnia 2005      | 24 lipca 2014        | Patriotyczna Unia Kurdystanu |
| 7 | Fu’ad Masum (1938–)                                    |         | 24 lipca 2014        | 2 października 2018  | Patriotyczna Unia Kurdystanu |
| 8 | Barham Salih (1960–)                                   |         | 2 października 2018  | 13 października 2022 | Patriotyczna Unia Kurdystanu |
| 9 | Abdul Latif Raszid (1944–)                             |         | 13 października 2022 | nadal urzęduje       | Patriotyczna Unia Kurdystanu |